# Хронологија инвазије Русије на Украјину (јул 2022)
Овај чланак обухвата дешавања која су се догодила у јулу 2022. године, за време инвазије Русије на Украјину.

## Хронологија

### 1. јул
Руска војска је испалила три пројектила на једно насеље у Одеској области , уништивши стамбену зграду и рекреативни центар. Убијена је најмање 21 особа.
Влада Сједињених Америчких Држава објавила је 14. пакет помоћи Украјини, укупне вредности 820 милиона долара.

### 2. јул
Двојицу Британаца, Ендру Хила и Дилана Хилија, власт ДНР је оптужила као плаћенике, по истој оптужби за коју су још два Британца, Шон Пинер и Ејден Аслин, осуђени у јуну.
Русија је тврдила да је уништила пет украјинских командних места у областима Донбаса и Николајева.
Роб Ли (познати блогер), објавио је на Твитеру видео снимак чеченских војника Росгвардије испред зграде управе у Лисичанску. Штавише, руске снаге су твитовале видео снимак совјетске заставе у рушевинама исте зграде. Украјина је тврдила да контролише град. Међутим, њене снаге су „трпеле интензивно руско гранатирање“.

### 3. јул
На територији Руске Федерације, У Белгороду, три особе су погинуле у украјинском гранатирању, рекао је локални гувернер Вјачеслав Гладков, који је такође навео да је уништено 11 стамбених зграда и 39 приватних резиденција. Ове тврдње нису могле бити независно проверене.
Председник Зеленски је признао губитак Луганске области, рекавши: „Ако команданти наше војске повуку људе са одређених тачака на фронту, где непријатељ има највећу предност у ватреној моћи, а то се односи и на Лисичанск, то значи само једно - да ћемо се вратити захваљујући нашој тактици, захваљујући повећаном снабдевању модерног наоружања“. Украјинска војска је у саопштењу о повлачењу из Лисичанска рекла: „Наставак одбране града довео би до кобних последица. У циљу очувања живота украјинских бранилаца донета је одлука о повлачењу.“ Сергеј Шојгу, руски министар одбране, обавестио је руског председника Путина да је цела Луганска област „ослобођена“.
Аустралијски премијер Ентони Албаниз посетио је Кијев и обећао санкције Русији због рата у Украјини, забрану увоза руског злата и увођење санкција и забрана путовања за 16 високих руских политичара и олигарха. Војна помоћ ће укључивати 14 оклопних возила М113, још 20 покретних возила "Бушмастер" и другу војну опрему.

### 4. јул
Председник Путин је рекао да руске снаге „које су учествовале у активним непријатељствима и постигле успех, победу... треба да се одморе, повећају своје борбене способности."

### 5. јул
Руска Државна Дума почела је да припрема законе за прелазак на ратну економију како би могла да нареди компанијама да производе ратне залихе и обавежу раднике да раде прековремено.
Према Сједињеним Државама, Русија је покушала да набави војне беспилотне летелице од Ирана, наводећи да је руска делегација посетила аеродром Кашан, јужно од Техерана, раније у јуну и 5. јула 2022. како би посматрала беспилотне летелице које је произвео Иран.

### 6. јул
Украјински председник Володимир Зеленски рекао је да западна артиљерија дата Украјини коначно почиње да утиче на руске снаге. У међувремену, високи руски званичник упозорио је САД да не кажњавају руске акције у Украјини, рекавши да ризикује да навуче гнев Божији ако то учини.
Тешко гранатирање настављено је дуж линије фронта у Донбасу у среду, а руске снаге оствариле ограничен успех, према обавештајним подацима Министарства одбране Велике Британије.

### 7. јул
Председник Зеленски је дао коментар о западној артиљерији: „Ово значајно смањује офанзивни потенцијал руске војске. Губици окупатора ће се само повећавати сваке недеље, као и потешкоће у њиховом снабдевању. Чини се да руске снаге регрутују ветеране и регруте интензивније, нудећи им уговоре да служе као професионални војници у војсци на ограничено време. У Чеченији постоје извештаји о киднаповању људи и њиховом приморавању да се боре у Украјини.

### 8. јул
Саветник украјинског председника Михаило Подољак рекао је да је погинуло 37.000 руских војника, а да је рањено још 98.000-117.000 људи, укључујући 10 генерала. Он је рекао и да је уништено 1.605 руских тенкова, као и 405 авиона и хеликоптера. Ово је био један од ретких дана када су украјински извори коментарисали укупан број рањених руских снага.

### 9. јул
Ракете које су испалиле руске снаге погодиле су стамбену зграду у Часив Јару, при чему је погинуло најмање 48 људи.

### 10. јул
Ирина Верешчук, потпредседница украјинске владе и министарка за реинтеграцију привремено окупираних територија, позвала је украјинске избеглице које „чекају крај рата“ на руској територији да се одмах врате у Украјину или да се евакуишу у земље Европске уније, упозоравајући да постоји „гвоздена завеса“ која умањује њихову могућност да побегну. Она је тврдила да су Руси већ почели да постављају "филтрационе кампове" на њеним границама према Естонији како би спречили Украјинце да напусте Русију. Она је такође уверила украјинске избеглице у Русији да се неће сматрати колаборационистима и да имају право на помоћ владе.

### 11. јул
Олех Котенко, украјински омбудсман, тврди да је 7.200 украјинских припадника нестало од почетка рата, ревидирајући претходну тврдњу о 2.000 несталих. Он је изразио наду да би ово особље, које укључује „Националну гарду, граничаре и службу безбедности“, могло да буде враћено у Украјину путем размене заробљеника са Русијом.
Први NASAMS систем за Украјину стигао је у Пољску из Норвешке. Транспорт је обављен украјинским авионом Ан-124.

### 12. јул
Председник Зеленски је рекао да је Украјина постала придружени члан НАТО-овог програма мултилатералне интероперабилности. Ово омогућава Украјини не само да примењује стандарде НАТО-а, већ и доприноси развоју нових стандарда. Он је тврдио да је то „допринос развоју колективне безбедности у Европи”. Он је такође рекао о артиљерији коју снабдева Запад: „Окупатори су већ добро осетили шта је модерна артиљерија. Руски војници – а то знамо из пресретнутих разговора – заиста се плаше наших оружаних снага.“ Он је, међутим, признао украјинске губитке: „Има жртава – рањених и погинулих. У Донбасу покушаји офанзиве не престају, ситуација тамо не постаје лакша, а губици не постају мањи.“

### 13. јул
Северна Кореја је признала независност Доњецке Народне Републике (ДНР) и Луганске Народне Републике (ЛНР), што је навело Украјину да уведе санкције против владе Северне Кореје.
Министарство унутрашњих послова ЛНР саопштило је да су њихове и руске трупе ушле у Сиверск.

### 14. јул
Ракетни напад у Виници је убио 26 особа, укључујући троје деце.
Русија је започела „добровољну мобилизацију“: очекивало се да ће до краја месеца 85 федералних области, укључујући Крим и Севастопољ, регрутовати по 400 људи. Они који потпишу шестомесечни уговор добијали би "3.750 до 6.000 америчких долара месечно". Неки региони су такође понудили бонус од 3,400 долара. Група "Вагнер" је такође почела да регрутује затворенике.

### 15. јул
Володимир Зеленски је позвао међународну заједницу да призна Руску Федерацију као „терористичку државу“.
Са украјинске стране је саопштено да Русија користи нуклеарну електрану у Запорожју за складиштење оружја и као базу за испаљивање оружја.

### 16. јул
Током инспекције трупа на неименованом „командном месту“ у Донбасу, руски министар одбране Сергеј Шојгу наредио је трупама да повећају нагомилавање „у свим оперативним правцима“ у Украјини, сугеришући да руска војска вероватно ставља тачку на пријављене „оперативне паузе“ дуж линије фронта.

### 17. јул
Украјински председник је предложио разрешење Ивана Баканова, шефа Службе безбедности Украјине и Ирине Венедиктове, главне тужитељке; утврђено је да је до 60 запослених у обе агенције сарађивало са руским снагама.

### 18. јул
Председник Володимир Зеленски рекао је да Украјина може нанети "значајне губитке" руским снагама због модерног западног наоружања. Командант Оружаних снага Украјине Валериј Залужњи рекао је: „Важан фактор који доприноси нашем задржавању одбрамбених линија и положаја је благовремени долазак М142 HIMARS, који наносе хируршки прецизне ударе на непријатељске контролне пунктове, складишта муниције и горива."
Руске снаге су појачале своју позицију на југу Украјине. Украјинска војска је тврдила да руске снаге сада покушавају да се сакрију „иза цивилног становништва“

### 19. јул
Мост Антонивка (преко реке Дњепар) оштећен је украјинском ракетом.

### 20. јул
Сирија је званично прекинула дипломатске односе са Украјином.
У свом 16. пакету помоћи америчка влада је најавила испоруку додатних HIMARS система, ракета и артиљеријских граната Украјини.

### 21. јул
Украјина је тврдила да је направила довољно штете да спречи Русију да користи друмски мост Антонивка за транспорт муниције.
Генерални директор Метинвеста, компаније која је власник железаре Азовстал, оптужио је Русију да је из Украјине узела челик у вредности од 500 милиона фунти, који је требао да буде извезен у бројне земље Африке и Азије. Одређени део материјала су већ платиле поједине европске земље, укључујући Велику Британију.

### 22. јул
Русија и Украјина су, уз посредовање УН и Турске потписали споразум о ослобађању извоза житарица који је блокирала Русија у украјинским лукама на Црном мору.
САД су најавиле нови пакет помоћи, који укључује 580 дронова.
Литванија је укинула забрану превоза санкционисане робе у Калињинград, из Русије, железницом преко литванске територије.

### 23. јул
Русија је мање 24 сата након потписивања уговора о извозу житарица са Украјином лансирала ракете Каалибар на Одесу. Према Украјини, пресретнуте су две од четири ракете. Руски званичници су колегама из Турске пренеле да Русија „нема никакве везе“ са ракетним ударом. Међутим, следећег дана, Игор Конашенков, портпарол руског Министарства одбране, потврдио је напад, тврдећи да је уништен украјински ратни брод и складиште противбродских ракета Харпун.

### 24. јул
Руско министарство одбране је саопштило да је уништено 100 HIMARS ракета приликом удара на Дњепропетровск. Међутим, та тврдња није могла да се потврди од стране медија.

### 25. јул
Словачка је отворила могућност пребацивања својих 11 авиона (Миг-29) у Украјину када буду приземљени у августу, ако може да добије замену за авионе од НАТО-а.

### 26. јул
Руске снаге су наводно заузеле Вухлехирску електрану, другу по величини електрану у Украјини, на прилазу Бахмуту. Украјина је следећег дана потврдила заузимање електране.
За пожар на складишту нафте у Доњецку окривљенаа је украјинска артиљерија, према речима градоначелника Доњецка Алексеја Кулемзина који је именован од стране ДНР.
Украјина је добила шест британских система противваздушних ракета "Stormer HVM".
Украјина је тврдила да је поново ударила на друмски мост Антонивка ракетама из HIMARS система.
САД су биле спремне да лече рањене украјинске војнике у њиховом регионалном медицинском центру у Немачкој. Ово је био први пут да је такав третман одобрен украјинским војницима у војним уместо у цивилним болницама.

### 27. јул
Мост Антонивка је затворен за цивилни саобраћај. Портпарол украјинских оружаних снага рекао је да они немају за циљ да униште мост. Како преноси Би-Би-Си, западни званичници описали су мост као "потпуно неупотребљив", а званичници Велике Британије су рекли да је град Херсон сада "практично одсечен од других окупираних територија. Оштећен је и железнички мост у близини.
Украјински саветник Алексиј Арестович рекао је да постоји „масовнан премештај“ руских снага у Херсонску област.

### 28. јул
Украјински војници и официри који се боре у Доњецку понудили су анегдотске доказе о значајном смањењу руске артиљеријске ватре. Неколико група бивших западних војника пружало је неформалну основну обуку украјинским регрутима.

### 29. јул
У затвору Оленивка догодила се експлозија у којој је, према агенцији РИА Новости, погинуло 40 заробљених украјинских ратних заробљеника а рањено их је 75. Украјински генералштаб је навео да је удар починила Русија да би сакрила мучења и погубљења украјинских ратних заробљеника. Русија је тврдила да је затвор погођен пројектилима ХИМАРС и понудила је фрагменте ракете као доказ. Украјина тражи од УН и Црвеног крста да истраже овај случај. Црвени крст је затражио од руских званичника приступ заробљеничком логору Оленивка, али одговор није добио.
Руске снаге су поставиле понтонски мост испод горње конструкције моста Антонивка како би га заштитиле од напада; обавља се и цивилни и војни саобраћај.

### 30. јул
Према речима главног портпарола регионалне државне администрације Одесе, украјинска ракета HIMARD је уништила руски воз који је у ноћи 30. јула са Крима стигао на станицу у Бриливки, у Херсонској области. Ракета је уништила 40 аутомобила, убила 80 и ранила 200 руских војника. Погинули су и машиновође и инжењери у возу, иако украјински тврде да је посада која је била ангажована била запослена у компанији "Руске железнице".

### 31. јул
Русија је оптужила Украјину за напад дроном на штаб Црноморске флоте у Севастопољу, при чему је повређено петоро људи и отказана прослава Дана морнарице. Дрон је описан као „домаћи” и носио је експлозивну направу „мале снаге”.
Званичници из ДНР-а тврде да су украјинске трупе гранатирале центар града Доњецка противпешадијским минама ПФМ-1, при чему је једна особа рањена.